# 区麗情
区 麗情（く れいじょう、1971年6月1日 - ）は、日本の女性歌手。東京都出身。中国人と日本人のハーフの父と日本人の母を持つクォーター。
父は中国料理の料理人、區 傳順。中国において「区（區）」姓は「欧（歐）」と同音でŌuオウ（広東語ではAu、例區瑞強、アルバート・アウ）と読む難読姓であるため、日本語でも本来はオウという読みが対応するはずであるが、難読のため、俗にクの音で読ませているものと思われる。

## 来歴・人物

### 幼少・青年期
幼少の頃より父親のレコード・コレクションに触れ、エルヴィス・プレスリー、コニー・フランシス、ニール・セダカなど50's〜60'sアメリカン・ポップのファンになる。高校時代、引っ込み思案を直す為に始めたボイストレーニングをきっかけに歌うことに目覚める。

### 歌手デビュー
1993年、上智大学在学中にSony RecordsよりCDデビュー。ライブやレコーディングをこなす一方、日本各地のFMラジオ各局でラジオパーソナリティを担当。また舞台に出演するなど幅広く活躍。シングル11枚、アルバム10枚をリリースした。2001年、GEMMATIKA Recordsに移籍。

## ディスコグラフィー
※GEMMATIKA Records除き、すべてSony Recordsからリリースされた。

### シングル
1. ドキュメンタリーフィルムみたい（1993年8月21日発売）
2. 初めて恋をした日（1994年3月21日発売）
3. 雨を聴きながら（1994年5月21日発売）
4. ひとりきりだとわかった（1994年11月2日発売）
5. Old-fashioned Girl / 地図にない明日（1995年7月21日発売）
6. 抱きしめてね（1995年11月11日発売）
7. Love Letter（1996年9月30日発売）区麗情 with 浜田省吾名義
8. 恋することは（1997年5月21日発売）
9. Sun Dance（1997年10月22日発売）
10. 大切な人（2000年7月19日発売）
11. 君のいない空（2001年11月7日発売）※GEMMATIKA Records

### アルバム
1. HORIZON～地平線（1993年9月22日発売）
2. Shangri-la（1994年7月1日発売）
3. 晴れた日,雨の夜（1994年11月21日発売）
4. Pukari,c'est la vie（1995年11月1日発売）
5. Jade Ring〜翡翠の指輪〜（1996年5月22日発売）
6. Country Girl（1996年10月21日発売）
7. Nuupapana〜夜の火の月〜（1997年11月1日発売）
8. 風が吹いてゆくように（1998年11月21日発売）
9. Nest・巣（2000年8月23日発売）
10. Come On-A My House（2002年9月4日発売）※GEMMATIKA Records